# Кажимське сільське поселення
Кажи́мське сільське поселення (рос. Кажымское сельское поселение) — муніципальне утворення у складі Койгородського району Республіки Комі, Росія. Адміністративний центр — селище Кажим.
2016 року до складу сільського поселення була включена територія ліквідованого Нижньотурун'юського сільського поселення (селища Верхній Турун'ю, Нижній Турун'ю).

## Населення
Населення — 913 осіб (2017, 1167 у 2010, 1453 у 2002, 1062 у 1989).

## Склад
До складу поселення входять такі населені пункти:
| Населений пункт         | Населення, осіб (1989) | Населення, осіб (2002) | Населення, осіб (2010) |
| ----------------------- | ---------------------- | ---------------------- | ---------------------- |
| Верхній Турун'ю, селище | 226                    | 87                     | 52                     |
| Гуж, селище             | 141                    | 33                     | 2                      |
| Кажим, селище           | -                      | 1147                   | 940                    |
| Нижній Турун'ю, селище  | 695                    | 186                    | 173                    |